# Justicia y Paz de España

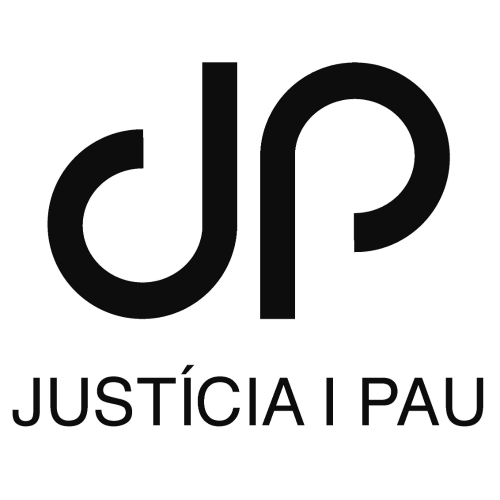
Logo de Justicia i Pau (en idioma catalán)

La Comisión General de Justicia y Paz de España es una entidad de la Iglesia católica sin fines lucrativos y reconocida como de carácter social, que fue constituida en España en 1968 por la Conferencia Episcopal Española y en 2008 contaba con 456 voluntarios y 3618 socios. Representa a otras comisiones diocesanas de Justicia y Paz que tienen su personalidad jurídica propia, y a su vez está integrada en la organización católica internacional Justicia y Paz, fundada por Pablo VI en 1967 como fruto del Concilio Vaticano II.

## Objetivos
Tiene como finalidad la difusión de la Doctrina Social de la Iglesia, la defensa y promoción de los derechos humanos y los derechos de los pueblos, la justicia social, la solidaridad y el cuidado del medio ambiente, como premisas para conseguir la paz, desde los postulados cristianos de respeto a la dignidad, libertad e igualdad de los hombres y preferencia por los pobres.

## Funcionamiento
La Comisión General se organiza mediante un pleno, que incluye las comisiones diocesanas, el consejo permanente y otras organizaciones eclesiales nacionales con los mismos fines; un consejo permanente con los cargos directivos, en el que participa con voz pero sin voto un obispo delegado de la Comisión Episcopal de Pastoral Social; y diversos grupos de trabajo.
Realiza actividades de análisis, sensibilización y denuncia mediante campañas, publicaciones, exposiciones, conferencias y jornadas, en todo tipo de medios. Trabaja apoyando ámbitos como la ecología, el ecumenismo, la condonación de la deuda externa, el reparto justo del trabajo, la convivencia en las cárceles, la educación para el desarrollo y para una globalización solidaria y el desarme, y contra la discriminación, la xenofobia y el militarismo.
Colabora con el Consejo Pontificio Justicia y Paz, la Conferencia de Comisiones de Justicia y Paz de Europa, la Federación de Asociaciones de Defensa y Promoción de los Derechos Humanos, con estatuto consultivo especial ante el ECOSOC de las Naciones Unidas, el Foro de Laicos, la Coordinadora de ONGDs de España y la Alianza por el Agua.